# Прокопенко, Анастасия Валерьевна
Анастаси́я Прокопенко (бел. Анастасія Пракапенка) — белорусская спортсменка, пятиборец. Бронзовый призёр Летних Олимпийских игр 2008 года в Пекине. Участница четырёх Олимпийских игр.

## Биография

### Карьера
Спортсменка выиграла командную золотую медаль на чемпионате мира по современному пятиборью 2007 года в Берлине, Германия, вместе с Татьяной Мазуркевич и Анной Василенок.
В 2017 году — чемпионка Европы по современному пятиборью.
В 2018 году — завоевала бронзовую медаль в личном зачёте среди женщин на Олимпийских играх 2008, из-за того, что украинка Терещук Виктория была дисквалифицирована за использование допинга. В 2012 году заняла шестое место. Прокопенко установила мировой рекорд времени 10:20:90 в комбинированном сегменте бега и стрельбы.
На Чемпионате мира по современному пятиборью 2018 Прокопенко завоевала титул чемпиона мира в личном зачете среди женщин и в женской эстафете (вместе с соотечественницей Ириной Просенцовой).
Апрель 2024 года — Анастасия Прокопенко вместе с Марией Гнедчик вышли в полуфинал этапа Кубка мира по пятиборью в Венгрии (Будапешт).

### Личная жизнь
Супруг — Михаил. Имеет сына, который занимается хоккеем.